# Comuna Markivka, Tîvriv
Markivka (în ucraineană Марківка) este o comună în raionul Tîvriv, regiunea Vinnița, Ucraina, formată din satele Fedorivka, Kalnîșivka și Markivka (reședința).

## Demografie
Componența lingvistică a satului Markivka
     Ucraineană (97,44%)
     Rusă (1,8%)
     Alte limbi (0,3%)
Conform recensământului din 2001, majoritatea populației satului Markivka era vorbitoare de ucraineană (97,44%), existând în minoritate și vorbitori de rusă (1,8%).